# لوميليكسيماب
لوميليكسيماب جسم مضاد وحيد النسيلة مجانس من المكاك آكل السرطان Macaca irus والإنسان Homo sapiens محفز للمناعة. حتى تشرين الأول 2009 كانت المرحلتين الأولى والثانية من التجارب السريرية قد أجريت عليه لعلاج ابيضاض الدم الليمفاوي المزمن.